# العائلة الهادئة
العائلة الهادئة (بالكورية: 조용한 가족)‏ فيلم كوميديا سوداء رعب كوري من اخراج كيم جي وون. تدور القصة حول عائلة تمتلك نزلًا للصيد في منطقة نائية، ودائمًا ما ينتهي الأمر بعملائها بالموت. من بين الممثلين الرئيسيين للفيلم تشوي مين سيك وسونغ كانغ هو.
تمت إعادة إنتاج الفيلم لعدة نسخ منها ياباني بواسطة تاكاشي مايكه، وثلاث نسخ هندية.

## الممثلون
- بارك إن هوان بدور كانغ داي غو
- نا مون هي بدور جيونغ سون راي
- سونغ كانغ هو بدور كانغ يونغ مين
- تشوي مين سيك بدور كانغ تشانغ غو
- غو هو-كوانغ بدور كانغ مينا
- لي يون سيونغ بدور كانغ مي سو
- جي جو بونغ بدور رجل وحيد
- تشوي تشول هو بدور رجل يحمل الحبوب
- شين يونغ إي بدور امرأة
- جي سو وون بدور إيون سو
- جونغ وونغ-ان بدور المعجب بـ ميسو
- جونغ جاي يونغ بدور هيون سيوك
- جانغ كا هيون بدور عاشق هيون سيوك
- لي كي يونغ بدور القاتل
- هان سيونغ سيك بدور ضابط الشرطة أوه
- ها ديوك بو بدور الطبيب
- جو دوك جي بدور ضابط الشرطة جو
- يو هيونغ كوان بدور السيد جانغ
- كيم جونغ غو بدور رئيس للمحطة الفرعية

## الجوائز والترشيحات
| قائمة الجوائز والترشيحات | قائمة الجوائز والترشيحات            | قائمة الجوائز والترشيحات | قائمة الجوائز والترشيحات | قائمة الجوائز والترشيحات | قائمة الجوائز والترشيحات |
| السنة                    | الجائزة                             | الفئة                    | المستلم                  | النتيجة                  | م.                       |
| ------------------------ | ----------------------------------- | ------------------------ | ------------------------ | ------------------------ | ------------------------ |
| 1999                     | مهرجان فانتاسبورتو السينمائي الدولي | جائزة أفضل فيلم          | العائلة الهادئة          | فوز                      | [ 2 ]                    |
| 2000                     | أسبوع مالقة الدولي للسينما الرائعة  | أفضل فيلم                | كيم جي وون               | فوز                      | [ 3 ]                    |
| 2000                     | أسبوع مالقة الدولي للسينما الرائعة  | أفضل مخرج                | كيم جي وون               | فوز                      | [ 3 ]                    |

## روابط خارجية
- العائلة الهادئة على موقع IMDb (الإنجليزية)
- العائلة الهادئة على موقع نتفليكس (الإنجليزية)
- العائلة الهادئة على موقع ألو سيني (الفرنسية)
- العائلة الهادئة على موقع أول موفي (الإنجليزية)
- العائلة الهادئة على موقع فيلمافينيتي (الإسبانية)
- العائلة الهادئة على موقع قاعدة بيانات الفيلم (الإنجليزية)
- العائلة الهادئة على موقع ليتربوكسد (الإنجليزية)
- العائلة الهادئة على موقع كينوبويسك (الروسية)